# Eisenbahnbrücke über die Weser (Dreye)
Die Eisenbahnbrücke über die Weser bei Dreye ist ein 607 Meter langes Bauwerk der Bahnstrecke Wanne-Eickel–Hamburg bei Weser-km 357,2.

## Geschichte

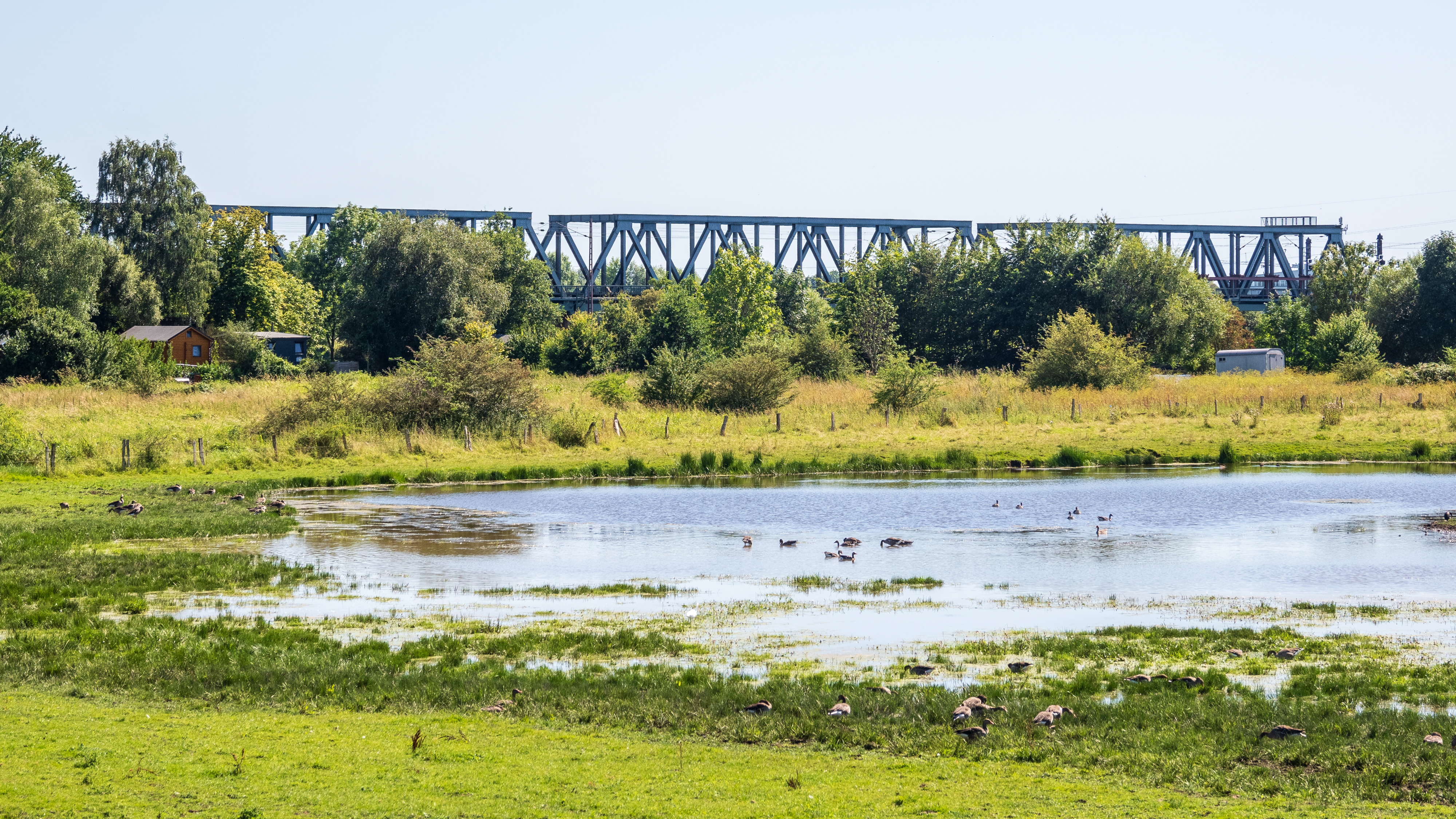
Ansicht von Norden

Das Bauwerk wurde als Teil der Hamburg-Venloer Bahn von der Köln-Mindener Eisenbahn-Gesellschaft erbaut. Am 15. Mai 1873 ging es mit der Teilstrecke Osnabrück–Hemelingen in Betrieb. Unter Mitnutzung eines Teilstücks der hannoverschen Strecke von Wunstorf konnten die Züge bis zum Staatsbahnhof in Bremen fahren. Seit der Eingemeindung Arbergens von 1939 steht die Strombrücke zur Hälfte auf bremischem Gebiet, vorher befand sie sich in ganzer Länge in der preußischen Provinz Hannover.
Im Jahr 1920 wurden die Brückenüberbauten ausgetauscht. Im Zweiten Weltkrieg wurde die Strombrücke am 19. März 1945 durch einen Volltreffer einer Fliegerbombe beschädigt. In der Folge musste der  Eisenbahnverkehr über die Kleinbahn Bremen–Thedinghausen umgeleitet werden. 1951 war die Brücke wieder uneingeschränkt befahrbar. Bei der Sprengung der letzten großen Bremer Brücken durch Pioniere der deutschen Wehrmacht am 25. April 1945 blieb sie verschont.

## Konstruktion
Das Bauwerk besteht aus zwei Abschnitten. Die 184 Meter lange Strombrücke überspannt bei Streckenkilometer 229,6 die Weser mit drei gleich langen Überbauten, ausgeführt als stählerne Einfeldträger mit unten liegender Fahrbahn und Strebenfachwerken. Beide Pfeiler stehen in der Weser. Die im Westen anschließende Flutbrücke über dem Vorlandbereich ist 423 Meter lang und besteht aus einer Reihe von stählernen Deckbrücken mit obenliegender Fahrbahn.